# Stationnement en Allemagne
La réglementation du stationnement des véhicules en Allemagne s’inscrit dans le cadre des prescriptions internationales, mais est spécifique dans ses modalités d’application.

## Arrêt et stationnement
Un véhicule est considéré comme en stationnement lorsqu'il est immobilisé pendant plus de trois minutes, ou lorsque le conducteur quitte le véhicule.
L'arrêt est notamment interdit dans l'entrée ou en face de l'entrée d'une station de pompiers et aux emplacements de taxis.
Le stationnement est notamment interdit non seulement devant les accès carrossables, mais également dans une rue étroite, en face de ces accès.

## Les remorques
Une remorque ou caravane non accouplée ne peut pas être mise en stationnement dans un lieu public pendant plus de deux semaines.

## Les zones naturelles
Un triangle sur pointe, bordé de vert, comportant le symbole d'un aigle en vol et les mots « Landschafts-Schutzgebiet » signale une zone de protection de la nature : le stationnement y est interdit sur la chaussée et en dehors des emplacements autorisés.

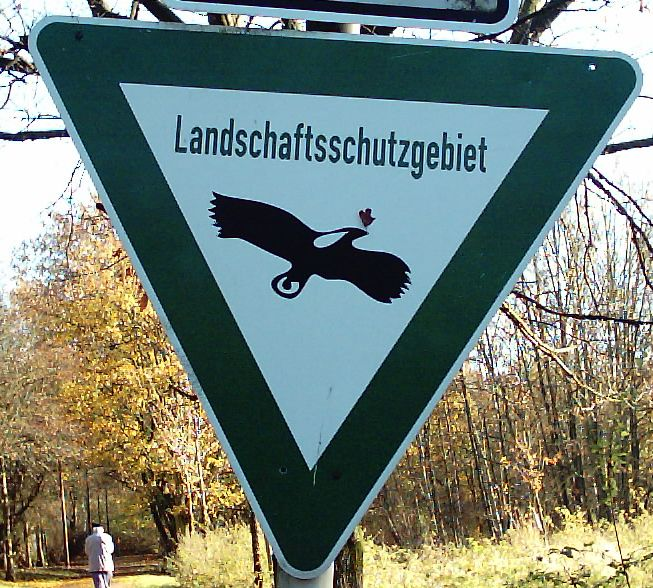
Zone naturelle protégée

## Signalisation verticale

### Panneaux locaux
Les panneaux locaux d'indication ou de prescription qui suivent s'appliquent à un endroit spécifique ou un bord de chaussée.

Parc de stationnement
Parc de stationnement couvert à plusieurs niveaux
stationnement autorisé sur trottoir
Parc relais
Parc de stationnement pour randonneurs
Arrêt interdit
Stationnement interdit

### Panneaux zonaux
Les panneaux qui suivent s'appliquent à l'ensemble des espaces ouverts à la circulation publique situés dans une zone délimitée par ces panneaux.

Indication de début d'interdiction zonale de stationner
Indication de fin d'interdiction zonale de stationner

## Signalisation horizontale

Ligne zigzag d'arrêt de bus

Des lignes en zigzag sur la chaussée indiquent une zone où l'arrêt et le stationnement sont interdits.